# Ibisia
Ibisia är ett släkte av tvåvingar. Ibisia ingår i familjen bäckflugor.
Släktet innehåller bara arten Ibisia marginata.